# Амман, Пауль
Па́уль А́мманн (нем. Paul Ammann; 31 августа 1634, Бреслау — 4 февраля 1691, Лейпциг) — немецкий врач и ботаник.

## Биография
Амманн изучал медицину в университете Лейпцига. Позже он осуществил путешествие в Нидерланды и Англию. После возвращения на родину ему была присвоена учёная степень. В 1672 году в Лейпциге он становится доктором медицины. С 1674 года он был профессором ботаники в Лейпциге, а с 1682 года — физиологии.
Амманн был директором ботанического сада Лейпцигского университета, который считался в то время лучшим в Германии.
Ему принадлежит работа по флоре окрестностей Лейпцига, изданная в 1675 году.
Английский врач и ботаник Уильям Хаустон (1695—1733) назвал в его честь род водных африканских растений Ammannia (Амманния). Позднее это название было использовано Карлом Линнеем (1707—1778) в опубликованном в 1753 году первом томе его работы Species plantarum. Поскольку с точки зрения Международного кодекса ботанической номенклатуры названия растений, обнародованные до 1 мая 1753 года, не считаются действительно обнародованными, Линней формально является автором родового названия Ammannia и полное научное название рода записывается как Ammannia L. (1753).

## Труды
- Medicina Critica. 1670.
- Paraenesis ad Docentes occupata circa Institutionum Medicarum Emendationem. 1673.
- Supellex Botanica, hoc est: Enumeratio Plantarum, Quae non solum in Horto Medico Academiae Lipsiensis, sedetiam in aliis circa Urbem Viridariis, Pratis ac Sylvis & c. progerminare solent: cui Brevis accessit ad Materiam Medicam in usum Philiatrorum Manuductio. 1675.
- Character Naturalis Plantarum. 1676.
- Irenicum Numae Pompilii cum Hippocrate. 1689.